# Comissões Permanentes da Câmara dos Deputados do Brasil
As Comissões Permanentes da Câmara dos Deputados do Brasil são colegiados temáticos criados pelo Regimento Interno da Casa e constituídos por deputados(as), com a finalidade de discutir e votar as propostas de leis que são apresentadas à Câmara. Com relação a determinadas proposições ou projetos, essas Comissões se manifestam emitindo opinião técnica sobre o assunto, por meio de pareceres, antes de o assunto ser levado ao Plenário; com relação a outras proposições elas decidem, aprovando-as ou rejeitando-as, sem a necessidade de passarem elas pelo Plenário da Casa.
A composição parlamentar desses órgãos técnicos é renovada a cada ano ou sessão legislativa. Na ação fiscalizadora, as Comissões atuam como mecanismos de controle dos programas e projetos executados ou em execução, a cargo do Poder Executivo. Essas Comissões perduram enquanto constarem do Regimento Interno .
As atuais Comissões Permanentes da Câmara dos Deputados são:
- Agricultura, Pecuária, Abastecimento e Desenvolvimento Rural - CAPADR
- Integração Nacional, de Desenvolvimento Regional e Amazônia - CINDRA
- Ciência e Tecnologia, Comunicação e Informática - CCTCI
- Constituição e Justiça e de Cidadania - CCJC
- Cultura - CCULT
- Defesa do Consumidor - CDC
- Desenvolvimento Econômico, Indústria, Comércio e Serviços - CDEICS
- Desenvolvimento Urbano - CDU
- Direitos da Mulher - CMULHER
- Direitos da Pessoa Idosa - CIDOSO
- Direitos das Pessoas com Deficiência - CPD
- Direitos Humanos e Minorias - CDHM
- Educação - CE
- Esporte - CESPO
- Finanças e Tributação - CFT
- Fiscalização Financeira e Controle - CFFC
- Legislação Participativa - CLP
- Meio Ambiente e Desenvolvimento Sustentável - CMADS
- Minas e Energia - CME
- Relações Exteriores e de Defesa Nacional - CREDN
- Segurança Pública e Combate ao Crime Organizado - CSPCCO
- Seguridade Social e Família - CSSF
- Trabalho, de Administração e Serviço Público - CTASP
- Turismo - CTUR
- Viação e Transportes - CVT